# Ouratea pseudogigantophylla
Ouratea pseudogigantophylla är en tvåhjärtbladig växtart som beskrevs av Claude Henri Léon Sastre. Ouratea pseudogigantophylla ingår i släktet Ouratea och familjen Ochnaceae. Inga underarter finns listade i Catalogue of Life.